# 羅結
羅 結（ら けつ、生没年不詳）は、北魏の人物。本貫は代郡。

## 経歴
代々拓跋氏に仕えた家柄に生まれた。劉顕の乱のときは、道武帝に従って賀蘭部におもむいた。後に功績により屈蛇侯の爵位を受けた。明元帝のとき、持節・散騎常侍・寧南将軍・河内鎮将に任じられた。太武帝の初年、侍中・外都大官に転じ、総三十六曹事をつとめた。年107歳になってもその精神は衰えず、太武帝はかれを信任して、後宮をつかさどらせ、帝の寝室に出入りすることを許された。長信卿（長秋卿）の位を受けた。110歳で引退を許され、大寧東川の地を賜り、築城して羅侯城といい、居城とした。北魏の朝廷は大事があるたびに、かれのもとに駅馬を派遣して諮問させた。年120歳で死去したと伝わる。寧東将軍・幽州刺史の位を追贈された。諡は貞といった。
子に羅斤があった。

## 伝記資料
- 『魏書』巻44 列伝第32
- 『北史』巻20 列伝第8